# Ernfrid Norrbom
Gustaf Ernfrid Norrbom, född 28 december 1890 i Morkarla församling, Uppsala län, död 30 mars 1972 i Morkarla församling, Uppsala län, var en svensk nyckelharpist, kompositör och skomakare.

## Biografi
Norrbom föddes 1890 i Morkarla församling och kom att arbeta som skomakare. Han var självlärd i att spela nyckelharpa och spelade på en kontrabasharpa med dubbellek. Norrbom komponerade också låtar.